# 2009 في أم-1 العالمية
عام 2009 هو العام الثالث عشر في تاريخ أم-1 العالمية، وهي عبارة عن ترويج لفنون القتال المختلطة مقرها في روسيا. في عام 2009، عقدت أم-1 العالمية 27 حدثًا بدءًا من أم-1 تحدي 11: نهائيات تحدي 2008.